# Força intramolecular

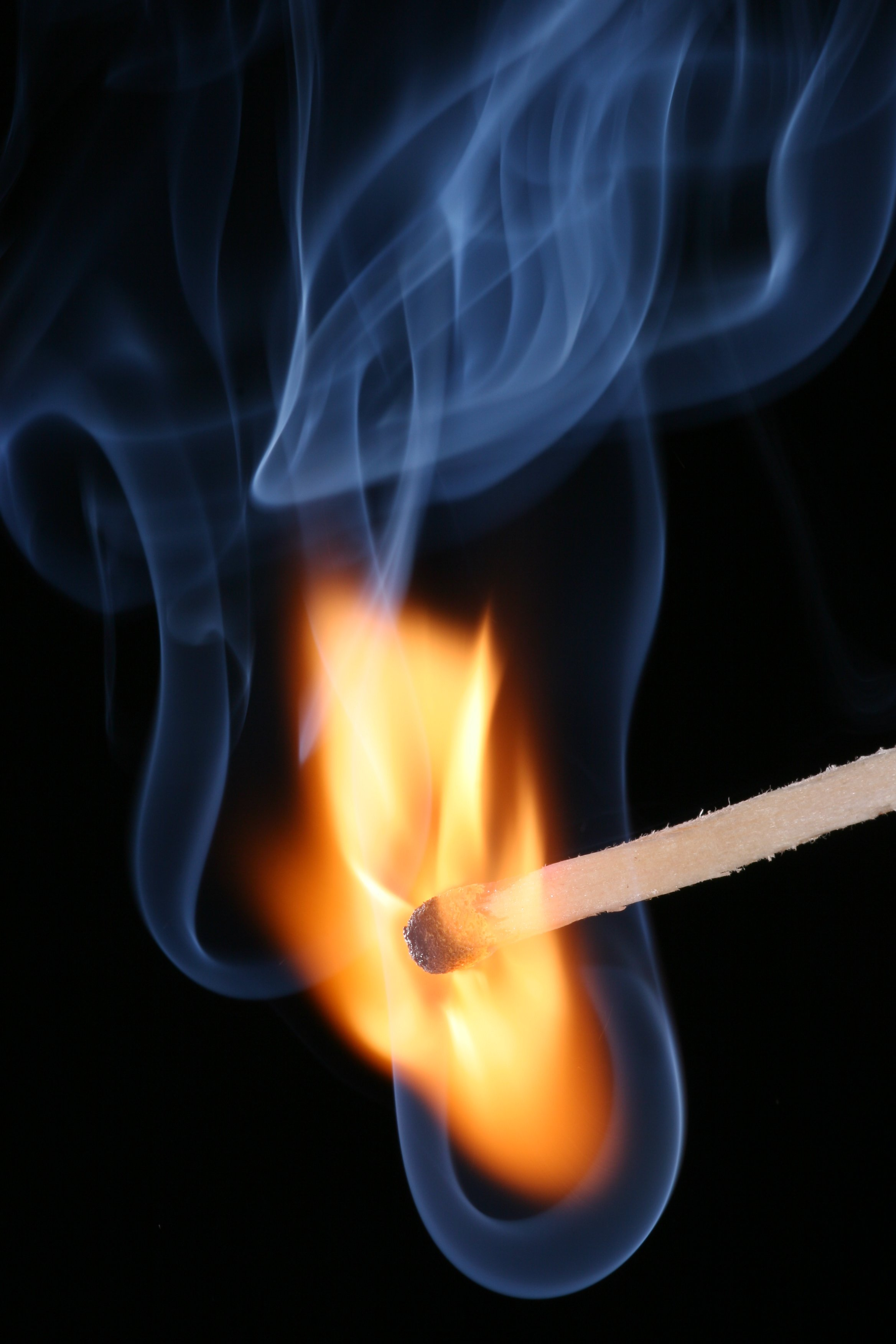
Imagem demonstra uma ocasião onde acontecem quebras e formações de ligações químicas.

As forças intramoleculares são quaisquer  forças que mantém unidos os átomos formando moléculas ou compostos.  Nelas estão contidas todos os tipos de ligações químicas. As forças intramoleculares são mais fortes do que as forças intermoleculares.

## Tipos de forças intramoleculares
Distinguidas pelos tipos de átomos constituintes e comportamento dos elétrons, existem três tipos principais de forças intramoleculares: as ligações iônicas, as covalentes e as metálicas. 

## Ligação iônica
Ligações iônicas são geralmente feitas entre metais e ametais, a exemplo do sódio e  Cloro que efetuam uma ligação iônica e formam o sal cloreto de sódio.  Elétrons, nas ligações iônicas, tendem a se encontrarem em torno de um dos dois átomos constituintes. Esse fato é frequentemente descrito como um átomo doando elétrons para o outro. No caso do cloreto de sódio, o átomo de sódio doaria um elétron para o de cloro.

## Ligação covalente
Ligações covalentes são geralmente estabelecidas entre ametais.  Entre os exemplos se incluem dióxido de nitrogênio. Existem dois tipos de ligações covalentes: as coordenadas e as ligações covalentes propriamente ditas. Os elétrons em uma ligação covalente são essencialmente compartilhados entre os átomos, no entanto esse compartilhamento, em muitas moléculas, não é igualitário, o que gera pólos e a intensidade é dada pela diferença de eletronegatividade entre eles.

## Ligação metálica
As ligações metálicas são estabelecidas entre os átomos metálicos de um mesmo elemento ou entre átomos de ligas metálicas.  Elétrons de ligações metálicas são geralmente deslocalizados; o resultado é um grande número de elétrons livres envolta de núcleos atômicos positivos. Essa dispersão eletrônica é também chamada de nuvem eletrônica.